# Tobie et l'Ange (Verrocchio)
Pour les articles homonymes, voir Tobie et l'Ange.
Tobie et l’Ange (en italien, Tobiolo e l'angelo) est un tableau d'Andrea del Verrocchio et de son atelier dont la date de réalisation est estimée entre 1470 et 1480. Léonard de Vinci, élève de Verrocchio, aurait également pu participer à cette peinture. Wilhelm Suida, David Allan Brown, Pietro. C. Marani, lui attribuent la réalisation du chien et du poisson.
Le sujet est tiré du Livre de Tobie (extrait de l'Ancien Testament). Tobie est envoyé par son père aveugle recouvrer une dette. En chemin, il est accompagné par l'archange Raphaël. Ils campent le long du Tigre. Un gros poisson saute hors de l'eau. Alors Raphaël lui dit : « Attrape le poisson, et ne lâche pas !» (Tb 6:3). Il explique à Tobie comment, en extrayant le fiel, le cœur et le foie de ce poisson, il peut guérir la cécité de son père.
Verrocchio a représenté Tobie et Raphaël cheminant ensemble. Tobie tient de la main gauche le poisson. L’ange Raphaël tient une boite contenant le remède. Un chien les accompagne, comme il est dit dans le Livre de Tobie (Tb 6:1) : «  L'enfant partit avec l'ange, et le chien suivit derrière ».
Léonard de Vinci aurait apparemment dessiné la carpe ainsi que le chien à l'arrière gauche de Raphaël.
Le Tobie et l'Ange de Piero Pollaiuolo, autrefois à l'Orsanmichele et aujourd'hui à la galerie Sabauda de Turin, a sans doute servi de modèle au tableau d'Andrea del Verrocchio.
De nos jours, le tableau d'Andrea del Verrocchio est exposé à la National Gallery de Londres, qui l'a acquis en 1867.

Détails de la peinture
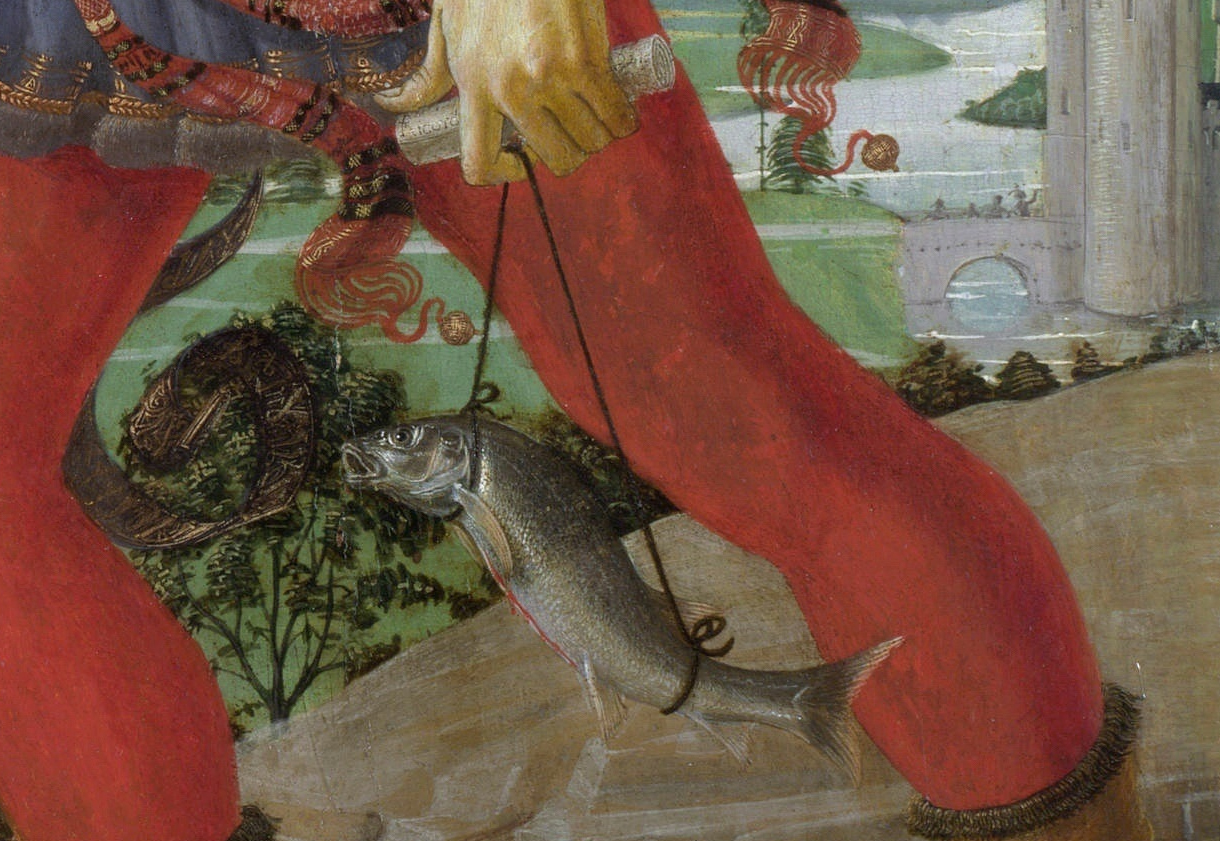
Le poisson
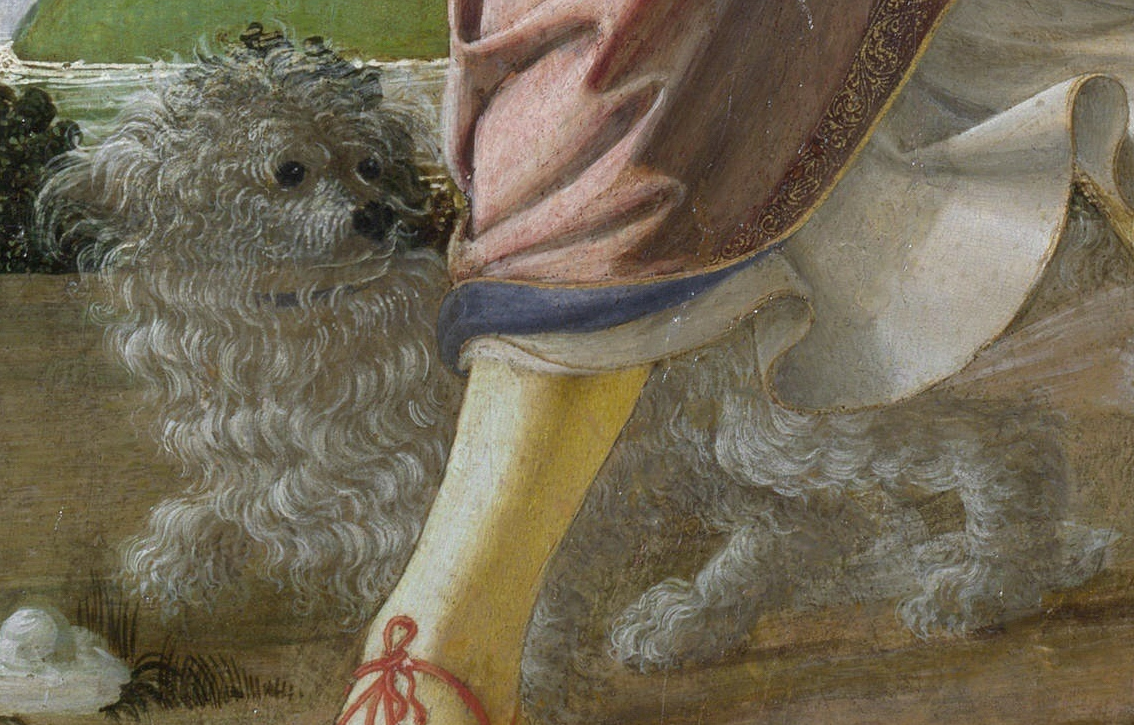
Le chien